# جان فيلي
جان فيلي هو كاتب ورسام سويسري، ولد في 14 أكتوبر 1945 في بازل في سويسرا.